# Anahí
Pour les articles homonymes, voir Anahí (homonymie).
 (septembre 2020).
Si vous disposez d'ouvrages ou d'articles de référence ou si vous connaissez des sites web de qualité traitant du thème abordé ici, merci de compléter l'article en donnant les références utiles à sa vérifiabilité et en les liant à la section « Notes et références ».
Anahí (née Anahí Giovanna Puente Portilla  le 14 mai 1983 à Mexico au Mexique) est une chanteuse et actrice mexicaine. 
Elle est devenue célèbre grâce à la telenovela mexicaine Rebelde où elle a interprété Mía Colucci, et de laquelle est issu le groupe RBD, avec lequel elle a vendu plus de 72 millions d'albums dans le monde entier.

## Biographie
Anahí est née à Mexico. Elle est la fille d'Enrique et de Marichelo Puente. Elle est la cadette de trois sœurs, Marichelo Puente et Diana. À l'âge de deux ans, elle commence sa carrière dans l'émission télévisée Chiquilladas. Durant plusieurs années elle incarne l'image de la marque Pepsi Cola. La chanson qu'elle a interprété Te doy un besito a conclu tous les jours les émissions pour enfants du canal 5 de Televisa.
Anahí participe aussi à des films tels que Nacidos para morir avec Humberto Zurita, Había una vez una estrella avec David Reynoso (en) et Pedro Fernández.
En tant que chanteuse, Anahí vend un peu plus d'un million d'exemplaires de ses albums. Son premier album est Anahí (1992), le second ¿Hoy es mañana?. Elle interprète aussi Mensajero del señor, chanson dédiée au Pape Jean-Paul II lors de sa visite au Mexique en 1993.
Après avoir joué dans plusieurs telenovelas comme Vivo por Elena, El diario de Daniela et Mujeres engañadas, elle a l'occasion en 2000 de jouer le rôle principal dans la telenovela Primer amor dans laquelle elle interprète Jovana. En 2002 elle s'intègre à l'équipe artistique de Clase 406 dans le rôle de Jessica.
Anahí obtient de nombreux prix durant sa carrière artistique, dont l'Ariel pour son rôle dans le film Había una vez una estrella en 1991 et le prix La Palma de Oro pour sa carrière comme actrice infantile.
En 2004, le producteur Pedro Damián la choisit pour interpréter un des rôles protagonistes de la telenovela Rebelde, celui de Mía Colucci. Au cours de cette telenovela, elle intègre le groupe pop RBD.

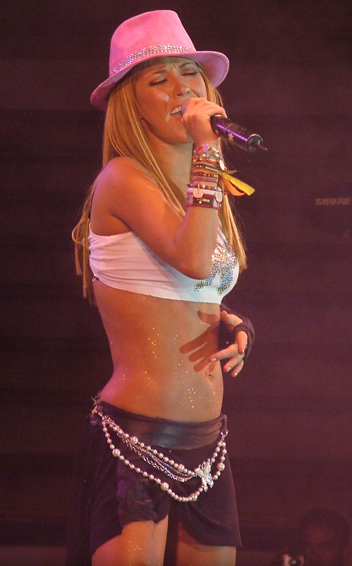
Anahí à Tijuana, 2005.

Avec RBD, Anahi obtient plusieurs disques de Platine et d'Or et réalise des tournées dans le monde entier, ce qui constitue un des évènements les plus importants pour la musique mexicaine des dernières décennies. Anahi visite plus de 23 pays, chante dans 116 villes, vend plus de 72 millions de disques et 3 milliards de téléchargements digitaux, plus de 2 millions d'entrées de concerts et plus de 61 millions d'articles de marketing, dont une poupée Barbie créée à son image et quatre millions de DVD.
Après 4 ans de succès, le groupe annonce sa séparation en 2008 et une tournée mondiale d'adieux, la Gira Del Adiós, qui passe par des pays comme la Serbie, la Slovénie, la Roumanie, le Venezuela, l'Argentine, le Pérou, le Brésil, les États-Unis, l'Espagne et le Mexique.
RBD sort un dernier album appelé Para Olvidarte De Mí.
En juillet 2009, au cours de la remise des prix de Los Premios Juventud, la chanteuse lance son premier single Mi Delirio, puis l'album du même nom quelques mois plus tard.
La tournée, Mi Delirio World Tour, commence le 3 novembre 2009 à São Paulo. Elle visite ainsi des pays comme le Brésil, l'Argentine, le Chili, la Serbie, la Slovénie, la Roumanie...

Selon Billboard MDWT est à la 7e place des tournées ayant rapporté le plus en 2010.
Anahí finit sa tournée mondiale avec Mi Delirio World Tour Reloaded et lance le 23 novembre 2010 Mi Delirio Edition Deluxe qui inclut les chansons : Alérgico, Ni una palabra, Pobre tu alma, Aleph (chanson écrite pour le livre O Aleph de Paulo Coelho) et Mi Delirio dans deux nouvelles versions : acoustique et remix par Kinky.
Entre juin 2011 et janvier 2012 elle joue le rôle d'Angélica Estrada dans la telenovela Dos Hogares qui est actuellement diffusée sur El Canal de Las Estrellas Europa. 
Son nouvel album intitulé Inesperado est sorti le 3 juin 2016 au Mexique. Il est disponible en France sur les plateformes de streaming et de téléchargement légaux.

## Discographie

### En solo
| - 1993-1994 : Anahí - 1995-1996 : Hoy es mañana - 1997 : Anclado en mi corazón - 2000 : Baby Blue - 2009 : Mi Delirio - 2010 : Mi Delirio [Deluxe édition] - 2016 : Inesperado - 2006 : Una rebelde en solitario : Réédition de Baby Blue. - 2007 : Antes de ser rebelde - 1997 : Concierto Anclado en mi Corazón - 2000 : El Show de Anahí - 2000 : Anahí En Vivo - 2009 : Anahí Promo Tour - 2009 - 2011 : Mi Delirio World Tour - 1996 : Corazón de Bombón - 2000 : Primer Amor - 2000 : Superenamorándome - 2008 : El Regalo Más Grande (avec Tiziano Ferro et Dulce María) - 2009 : Mi Delirio - 2010 : Me Hipnotizas - 2010 : Quiero - 2010 : Alérgico (avec Renné) - 2011 : Alérgico (avec Noel Schajris) - 2011 : Libertad (avec Christian Chavéz) - 2011 : Dividida - 2011 : Click (avec Moderatto et Alejandro Sergi de Miranda) | - 1996 : Descontrolándote - 1996 : Corazón de Bombón - 1996 : Por Volverte A Ver - 1997 : Anclado En Mi Corazón - 1997 : Escándalo - 1998 : Salsa Reggae - 1998 : Química - 2000 : Primer amor - 2000 : Superenamorándome - 2000 : Es El Amor - 2000 : Como Cada Día - 2001 : Tu amor cayó del cielo - 2006 : Desesperadamente Sola - 2008 : El Regalo Más Grande (avec Tiziano Ferro et Dulce María) - 2008 : Breathe (Respira Por La Vida) (Single Promotionnel) - 2009 : Mi Delirio - 2010 : Me Hipnotizas - 2010 : Quiero en Espagne - 2010 : Alergico - 2011 : Dividida - 2013 : Absurda - 2015 : Están Ahí - 2015 : Rumba (avec Wisin) - 2015 : Boom Cha (avec Zuzuka Poderosa) - 2016 : Eres (avec Julion Alvarez) - 2015 : Amnesia |  |

### Avec le groupeRBD
- 2004 : Rebelde
- 2005 : Tour Generación RBD en vivo
- 2005 : Nuestro Amor
- 2005 : Rebelde (Edición en Brasil)
- 2006 : Nosso amor (Edición en Brasil)
- 2006 : RBD Live in Hollywood
- 2006 : RBD Live In Rio
- 2007 : Celestial
- 2007 : Hecho En Espana
- 2008 : Empezar desde cero
- 2009 : Para olvidarte de mi

## Télévision

### Telenovelas
| Année | Titre                | Rôle             |
| ----- | -------------------- | ---------------- |
| 1989  | Carrusel             | Paty             |
| 1991  | La pícara soñadora   | Vendeuse         |
| 1991  | Muchachitas          | Betty            |
| 1992  | Ángeles sin paraíso  | Claudia          |
| 1993  | Madres egoístas      | Gaby             |
| 1995  | Alondra              | Margarita        |
| 1996  | Tú y yo              | Melissa          |
| 1998  | Mi pequeña traviesa  | Samantha         |
| 1998  | Vivo por Elena       | Talita           |
| 1999  | Mujeres engañadas    | Jessica Duarte   |
| 1999  | El diario de Daniela | Adela Monroy     |
| 2000  | Primer amor          | Jovanna Luna     |
| 2002  | Clase 406            | Jessica Riquelme |
| 04/06 | Rebelde              | Mía Colucci      |
| 2007  | Lola, érase una vez  | Anahí            |
| 2007  | RBD La Familia       | Annie            |
| 2011  | Dos hogares          | Angélica Estrada |

### Films
| Année | Titre                      |
| ----- | -------------------------- |
| 1989  | Asesinato a sangre fría    |
| 1989  | Había una vez una estrella |
| 1991  | Nacidos para morir         |
| 1992  | El ganador                 |
| 1992  | No me defiendas compadre   |
| 1999  | Inesperado amor            |